# Michail Matveevič Stasjulevič
Michail Matveevič Stasjulevič (in russo Михаил Матвеевич Стасюлевич?; San Pietroburgo, 28 agosto 1826 – San Pietroburgo, 23 gennaio 1911) è stato uno storico e giornalista russo.

## Biografia
Dopo aver completato gli studi secondari al Ginnasio Larinskaia (in russo Ларинская гимназия?, Larinskaâ gimnaziâ) di San Pietroburgo (1843) ed essersi laureato in Storia e Filologia all'Università di San Pietroburgo (1849), si è dedicato all'insegnamento della storia dapprima nelle scuole secondarie (nello stesso Larinskaja Gymnasium), successivamente all'università di San Pietroburgo: nel 1852 come assistente, nel 1858 come professore ordinario, titolare della cattedra di Storia del Mondo. Come storico, i suoi interessi hanno riguardato soprattutto l'antica Grecia e il Medioevo nell'Europa occidentale. Liberale, nel 1861, assieme a un gruppo di altri docenti universitari (Kavelin, Pypin, Spasovič, Utin) si dimise in segno di protesta verso le misure repressive applicate contro gli studenti che avevano partecipato a manifestazioni di protesta. Negli anni 1862-1865 ha pubblicato una Storia del Medioevo attraverso le fonti originali e attraverso gli scritti dei moderni (in russo История средних веков в ее писателях и исследованиях новейших ученых?, Istoriâ srednih vekov v ee pisatelâh i issledovaniâh novejših učeny), in tre volumi, la sua opera storica più importante.
Nel 1866 Stasûlevič fondò la rivista politica e culturale, di indirizzo liberale,  Vestnik Evropy, che finanziò e diresse fino al 1908. Nel 1881 fondò anche un quotidiano, "Ordine" (in russo Порядок?, Porjadok), il quale ebbe tuttavia una vita breve e travagliata: sospeso più volte, cessò le pubblicazioni dopo solo un anno dalla nascita con gravi conseguenze di ordine economico e personale per Stasjulevič.